# Манастир Бездин
Манастир Бездин припада Епархији темишварској Српске православне цркве у Румунији, у месту Мунара, жупанији Арадској. Манастир је посвећен Ваведењу Пресвете Богородице (4. децембар/21. новембар). Бездин се налази у крајње западном делу Румуније, у Поморишју, на 36 километара западно од Арада, који са Темишваром је најзападнији велики град у држави. Игуман манастира од 2013. до 2017. године био је јеромонах Емилијан (Тасић),а од 2021 за настојатеља манастира бива постављен јеромонах Иларион (Јованчевић).

## Прошлост манастира
Први сигуран помен манастира Бездин са српском верзијом имена, везује се за годину 1539, а први ктитор био је неко од српских властелина Јакшића. Тада је почело његово грађење, са црквом посвећеном празнику Ваведење Богородице, под архимандритом Јоасавом Милутиновићем и икономом Леонтијем Богојевићем јеромонахом.
Крајем 1741. године манастир је добио земљу, која му је дата са правом власништва 1748. године. Као дар приложника, манастир је постао власник 1746. године винограда у Павлишу и Ширији. Први је поклонио капетан Поморишке крајине Војин Мијатовић, а други Петар Влаховић. За потребе уједињеног братства почели су 1746. године градње трпезарије и ћелија. Током мађарске буне 1848-1849. године у манастиру су боравиле мађарске трупе које су правиле штету, нарочито у манастирској шуми. Парохијско звање у манастиру Бездину је основано и матичне књиге се воде од 1768. године. Године 1901. је извршена детаљна процена вредности манастирског иметка. Манастирска земља - 2658 кј. су вредели највише - 567.128 к, а манастирска здања 108.480 к. Укупна вредност је процењена на 800.951 к капитала. У то време манастир је имао солидно братство на челу са јеромонахом Дошеном. Тада су били чланови братства: јеромонаси - Милутин Јосић, Митрофан Шољмошан, Јосиф Протић, Гедеон Бођин намесник, Арсеније Путник, Платон Марковић а најобразованији је несумњиво био др Георгије Зибковић протосинђел који је завршио Богословски факултет у Черновици. Манастир је остао без већег дела земље у аграрној реформи у новој румунској држави након Првог светског рата. За време и након Другог светског рата у манастиру је радила Појачко-свештеничка школа. Братство се у манастиру угасило 1960. године, са смрћу Пантелејмона Дошена. Од тада па до 1995. године манастиром су руководили свештеници као администратори. Замонашењем Поморишанке Викторије Бајић 1995. године, која је постала монахиња Ангелина, манастир је постао женски. Манастирско братство чинили су 2017. године калуђери, настојатељ јеромонах Емилијан Тасић протосинђел и Кирило Згајбуљ намесник.Од 2021. руковођење манастиром обавља јеромонах Иларион Јованчевић.

## Манастирска црква
Живопис манастирског храма је изведен 1592. године. Поново је пресликан средином 18. века, од стране једне зографске дружине. За време аустријско-турског рата 1737. године, ту су дошли монаси избегли из манастира Винче, код Београда. Са собом су Винчанци донели царске двери и чудотворну икону Богородице, која се подједнако назива и Винчанска и Бездинска. Звоник је призидан уз стару цркву пре 1741. године. Најстарији део цркве око апсиде сазидан је још 1690. године у византијском стилу. Иконостас датира из 1753. године, а све у вези унутрашњег украса урадио је Стефан Тенецки иконописац из Арада. Будимац Стефан Драгосављевић је 1755. године о свом трошку поставио часну трпезу од мермера, мермерни жртвеник и под.
Бечки бакрорезац Јохан Кристоф Винклер је направио бакрорез са изгледом - ведутом манастира, на којем доминира лик Богородице са Христом, 1762. године. Манастир је 1775. године зидао источни конак са капелом и две трпезарије. Нови икопнопис је прављен између 1793-1802. године. Темпло је резао новосадски билдхауер Аксентије Марковић, а позлату и икописање је извео Јаков Орфелин 19. фебруара 1802. године. Године 1887. је арадски сликар Франк Гостинчар осликао манастирску капелу. Галерију портрета епископа и патријараха за манастирске одаје, током 1/2 19. века радили су сликари Сава Петровић и Љубомир Александровић. Храм је репарисан 1888. године: покривена је лимом, а кубе и торањ са бакром. У манастирској цркви се налазе нетрулежне мошти Светог Кирила Цвијетковића (умро 1857). Протосинђел Кирил је био родом из Боке Которске, био је заточеник у манастиру Бездину, поживео 66 година. Његове нетрулежне а миомирисне мошти су 25. јула 2011. у гробном месту откривене, двапут умивене, и затим ритуално обучене у свештеничку одежду и положене у кивот - 27. августа 2011. године.Благословом Светог Архијерејског Сабора Српске православне цркве на свом редовном заседању у мају 2025. године,бива канонизован  у ред светих исповедника православља, са даном прослављања 12. октобра.

## Братство
Два монашка братства, Винчанско и Бездинско су се 1740. године ујединила у једно, а за старешину су узели, придошлицу винчанског игумана Теодосија Веселиновића (умро 1750). Овај се показао као врло способан, довео је манастирски посед у функционални ред. Од те 1740. године почиње манастирска архива, у којој је била повластица на земљу, дата од стране царице Марије Терезије. Библиотека је 1905. године имала око 400 егземплара књига.
По државном шематизму православног клира у Угарској 1846. године Управу манастира чине архимандрит Самуило Маширевић и игуман Јован Гавриловић. Братство манастирско чине јеромонаси: Гаврило Перишић парох, викар Максим Славуј, Варлам Максимовић, Исидор Спадић, Никодим Миоковић, Иренус Бирешан, Стефан Губаревић, Арсеније Петровић. А јерођакони су: Виктор Витомировић, Нестор Ковачевић, и протођакон Стефан Михаловић. Познатији настојатељи манастира Бездина, током постојања који су поред помињаних били: архимандрит Дионисије Живојновић (умро 1777) из Београда, архимандрит Павле Авакумовић (управљао 1778-1783) постао епископ пакрачки, архимандрит Герасим Адамовић (управљао 1783-1789) изабран за епископа ердељског, архимандрит Мојсије Миоковић (управљао 1799-1808) прешао за епископа горњо-карловачког, архимандрит Нестор Јовановић (управљао 1824-1829) изабран за епископа арадског, архимандрит Јустин Јовановић (управљао 1829-1834) постао епископ будимски, архимандрит Платон Атанацковић (управљао 1834-1839) изабран за епископа будимског, архимандрит Самуил Маширевић (управљао 1839-1853) изабран за епископа темишварског, архимандрит Сергије Каћански (управљао 1853-1858) постао епископ горњокарловачки, Антоније Нако (управљао 1859-1865) изабран за епископа темишварског, архимандрит Теофан Живковић (управљао 1865-1872) постао епископ горњокарловачки, архимандрит Исак Дошен (управљао 1895-1919) чувени појац снажног стаса и гласа, повукао се са српском војском, и живео као сабрат у манастирима Раковцу и Привиној глави. Вратио се у Румунију, где је после боравка у манастиру Св. Ђурђа на Брзави током 1924-1927. године, прешао у Бездин, где је умро и сахрањен у манастирској порти 1928. године.